# セチェク妃子
セチェク妃子（モンゴル語:Цэцэг хатан 、中国語:齐齐克妣吉または栖栖克、彻彻克、阿勒坦妣吉、? - 1453年?）は、オイラトの首長で、清朝皇帝以前の非チンギス・カン裔としては唯一ハーンに即位したモンゴル貴族であるエセン・ハーンの娘。史料によっては名はセチェク・ベキと表記される。
ハルグチュク・タイジと結婚し、遺児であるボルフ・ジノン（バヤン・モンケ）を儲けた。ボルフ・ジノンの子が、モンゴル再統一を成し遂げた中興の祖と称されるダヤン・ハーンである為、セチェク妃子はダヤン・ハーンの祖母にあたる。

## 出自
エセン・ハーンの娘だが、エセン・ハーンの父方の祖母で、セチェク妃子の曾祖母にあたるサムル公主が北元のハーンであるエルベク・ハーンの娘である為、彼女自身も女系ながら北元皇族の血を引く（夫のハルグチュク・タイジはサムル公主の兄弟ハルグチュク・ホンタイジの曾孫であり、夫妻は血の繋がりがある遠縁である）。

## 生涯
北元皇族であるアクバルジ・ジノンの息子ハルグチュク・タイジと結婚した。しかし、舅にあたるアクバルジ・ジノンは父エセン・ハーンに殺され、夫ハルグチュク・タイジも逃亡中にトクモクのイェクシ・モンケという者に殺された為、妊娠7カ月のセチェク妃子は従者のイナク・ゲレとともに、父のもとに身を寄せた。父エセン・ハーンは娘が出産した子供が女子である場合には他の者に与え、男子の場合は殺そうと考えていた。3か月後（『蒙古源流』によれば、壬申の年（1452年））に男子を出産する。この男子は秘かに会いに来ていた多くの人の前では女子として見せられたが、ボルジギン氏の生き残りであるとして父のエセン・ハーンがその子の命を狙うため、曾祖母のサムル公主のもとに預け、そこでバヤン・モンケと名付けてソロンガスのサンガルドルの妻ハラクチン大夫人を乳母として育てさせた。しかし、それでもエセン・ハーンは命を狙ってきたので、イナク・ゲレはオイラトのオキデイ大夫という者に頼んで、ハラチンのボライ太師、サルトールのバヤンタイ・メルゲン、フンギラトのエセレイ大夫と共に3歳のバヤン・モンケをモンゴルへ脱出させた。途中、ウリヤンハンのオロチュ少師という者と出会い、「自分の娘（シキル）を中宮としてバヤン・モンケ太子に娶せ、生き残ったボルジギン氏に送り届けましょう」と言って来た為、4人はバヤン・モンケを彼に託した。
エセン・ハーンはバヤン・モンケが逃げ出した事を知った時、セチェク妃子を処刑した。